# Muriqui
Luíz Guilherme da Conceição Silva, meglio noto come Muriqui (Mangaratiba, 16 giugno 1986), è un ex calciatore brasiliano, di ruolo attaccante.

## Palmarès

### Club

#### Competizioni statali
- Campionato Paraense: 1

Paysandu: 2006
- Campionato Baiano: 1

Vitória: 2008
- Campionato Catarinense: 1

Avaí: 2009
- Campionato Mineiro: 1

Atlético Mineiro: 2010

#### Competizioni nazionali
- China League One: 1

Guangzhou: 2010
- Campionato cinese: 4

Guangzhou: 2011, 2012, 2013, 2017
- Coppa della Cina: 1

Guangzhou: 2012
- Supercoppa di Cina: 1

Guangzhou: 2012
- Emir of Qatar Cup: 1

Al-Sadd: 2015

#### Competizioni internazionali
- AFC Champions League: 1

Guangzhou: 2013

### Individuale
- Capocannoniere della Chinese Super League: 1

2011 (16 reti)
- Capocannoniere dell'AFC Champions League: 1

2013 (13 reti)
- Miglior giocatore dell'AFC Champions League: 1

2013